# Šabacká pevnost

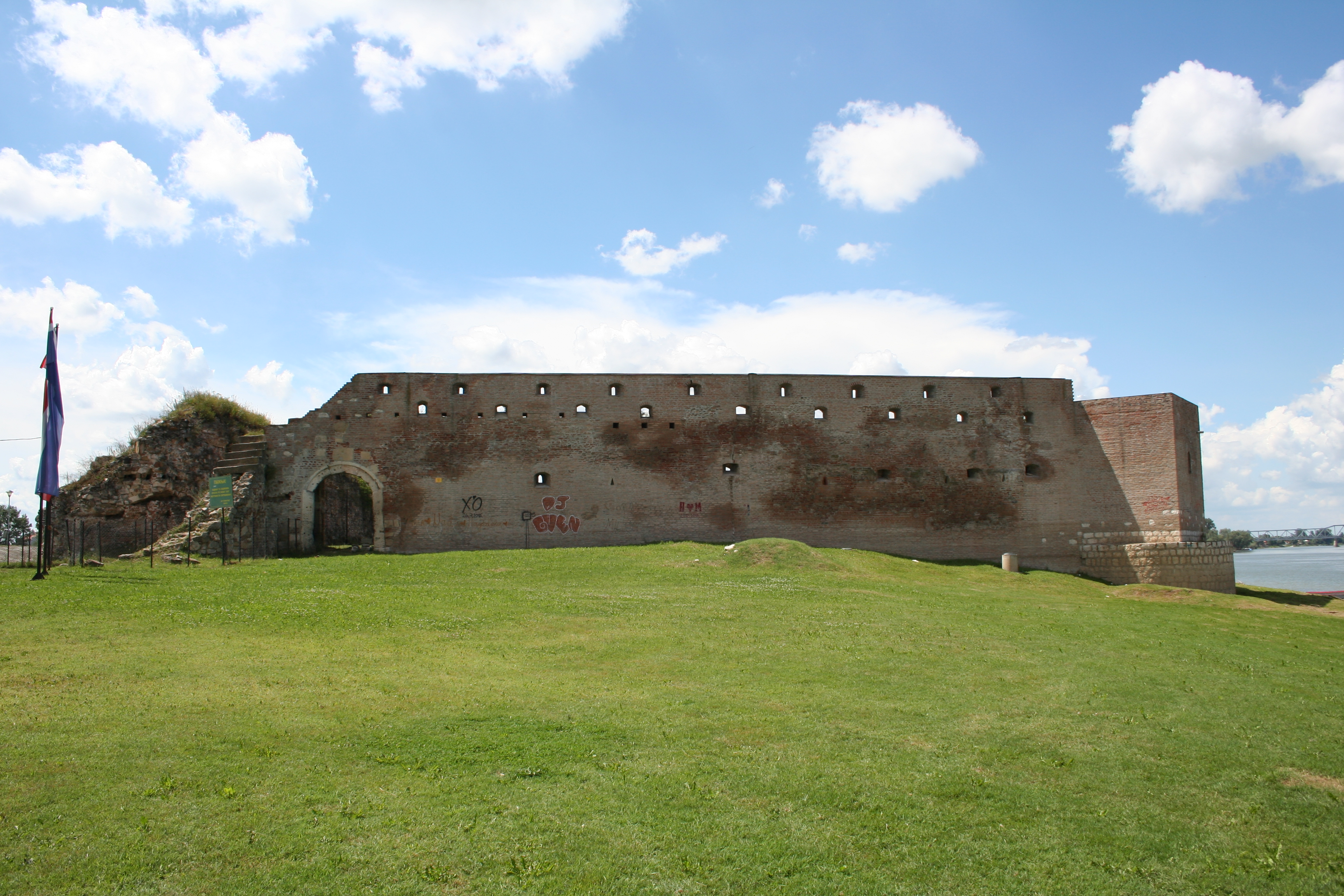
Šabacká pevnost

Šabacká pevnost (původně Zaslon nebo Sava turecky Bigir Delen) je pevnost, která se nachází ve městě Šabac na břehu řeky Sávy v Srbsku. Byla postavena v roce 1471 v současné podobě z rozhodnutí Isa-beg Isakoviće. Jedná se o pevnost vzniklou podle osmanského vzoru, použitého rovněž i u pevnosti Kladovo (Fetislam) a Zemunu. Do současné doby se dochovala pouze jižní část objektu se dvěma kruhovými věžemi a valem, neboť severní část byla podemleta řekou Sávou a zřítila se do ní.

## Vzhled pevnosti

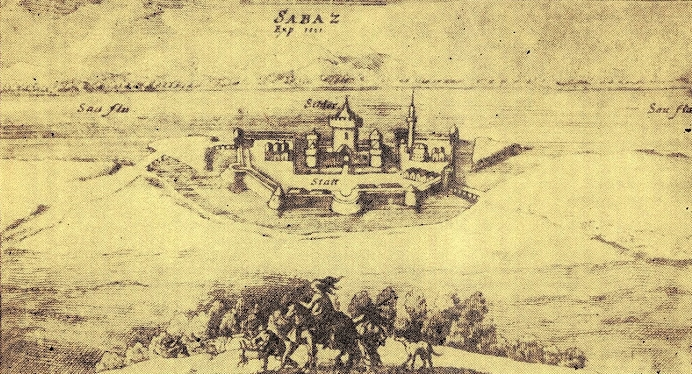
Vyobrazení pevnosti z roku 1537

Pevnost má základnu pravidelného čtyřúhelníku s jednou věží kruhové základny (vnější průměr asi 10 m) v každém rohu pevnosti. Stejné pevnosti (Zemun) a podobné (Fetislam) základny se nacházejí podél břehů řeky Sávy a Dunaje.
Poloha a vzhled původní srbské pevnosti, kolem níž se dnešní město vyvinulo, není známo, protože dosud nebyly objeveny žádné stopy, ale na základě názvu první pevnosti (Zaslon) lze předpokládat, že se nacházel na kopci poblíž Sávy, což by znamenalo, že Osmané nepostavili novou pevnost na základech staré pevnosti.

## Historie
Dnešní pevnost byla roku 1471 postavena Isabegem Isakovićem a pojmenována Bigir Delen, tj. boční perforátor, který jasně ukazuje jeho cíl útočit na stranu (bok) z pohledu k hlavnímu postupu probíhajícímu přes Bělehrad.
V roce 1476 ji obsadili Maďaři a umístili zde posádku 100 srbských šajkašů kteří ji bránili až do roku 1521. V uvedeném roce padla do osmanských rukou s řadou dalších pevností, především Bělehradem.

## Galerie

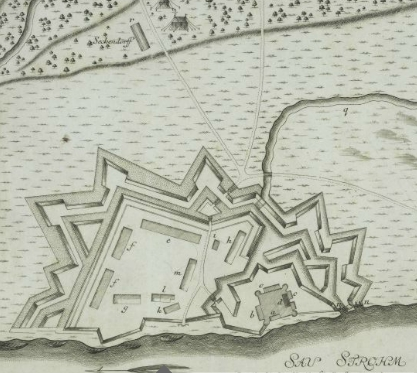
Hvězdicová architektura pevnosti
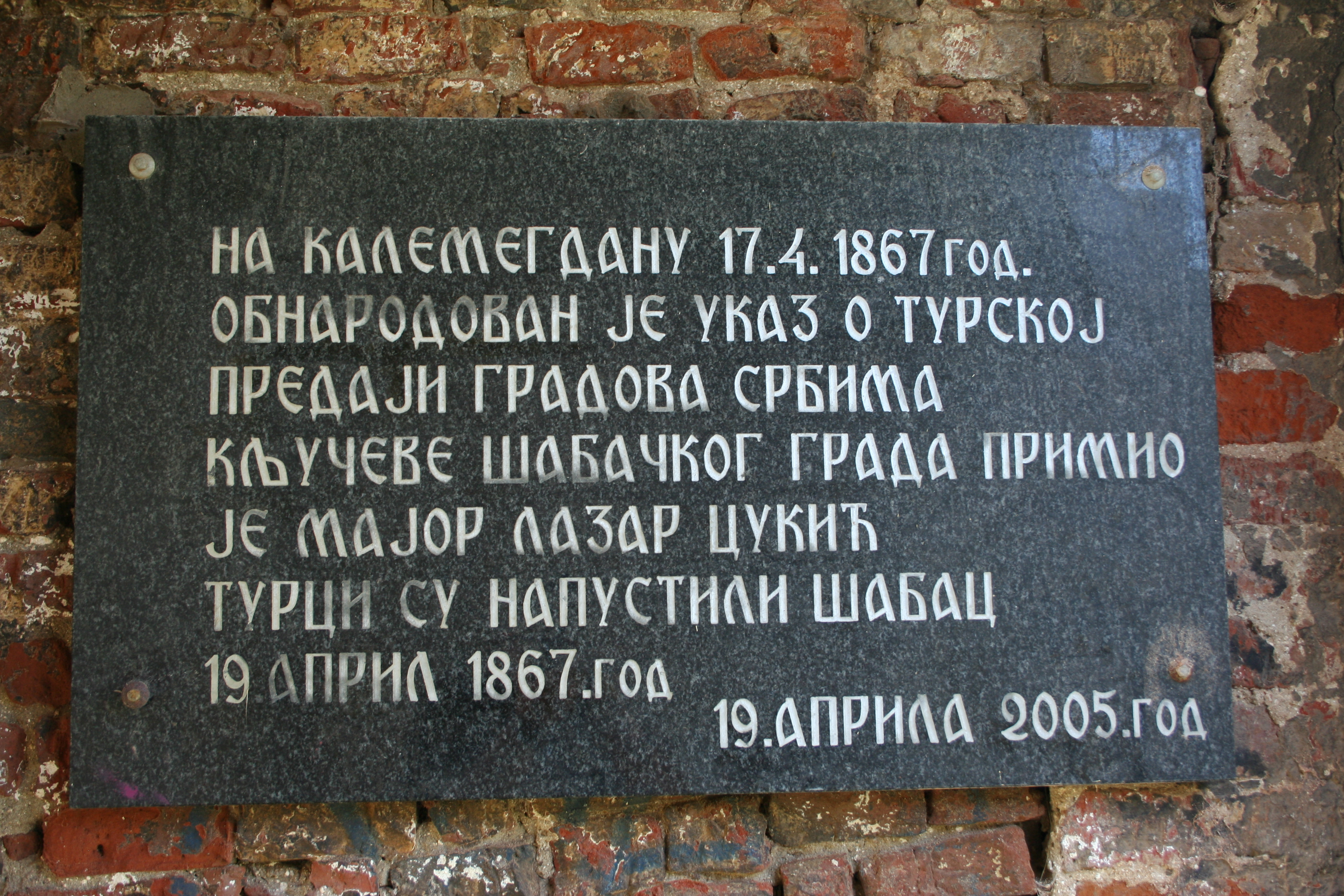
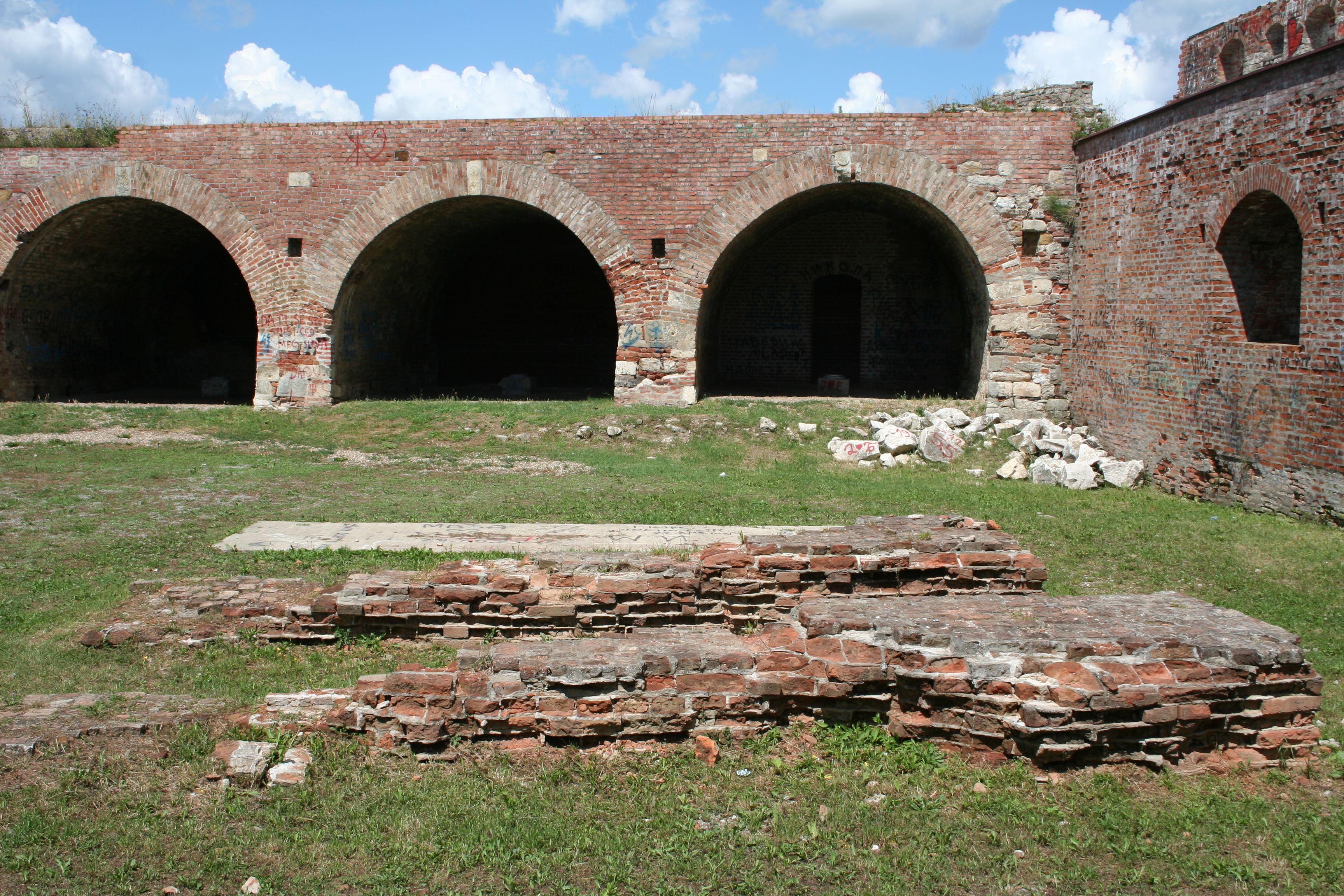
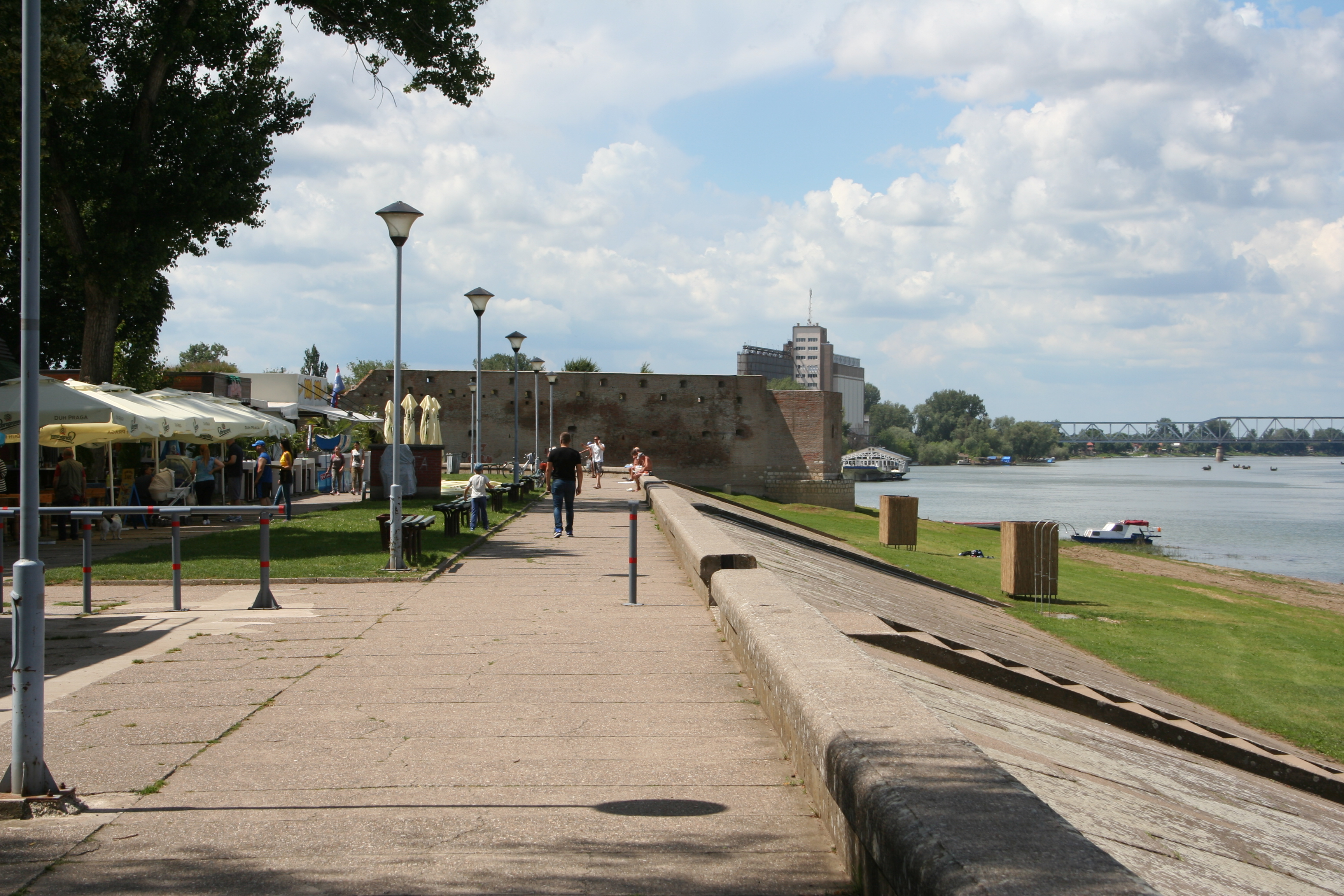
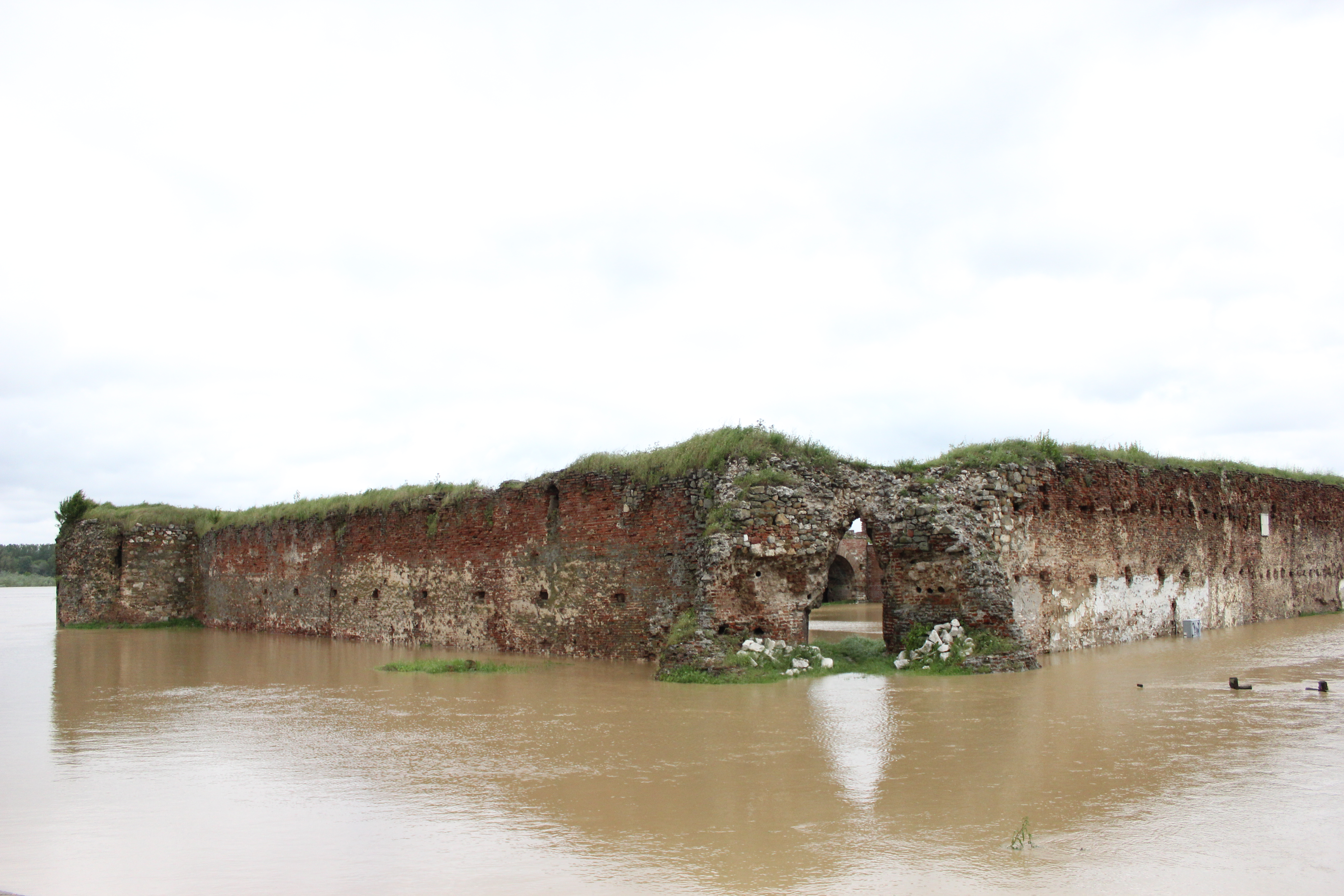
Šabacká pevnost během záplav roku 2014
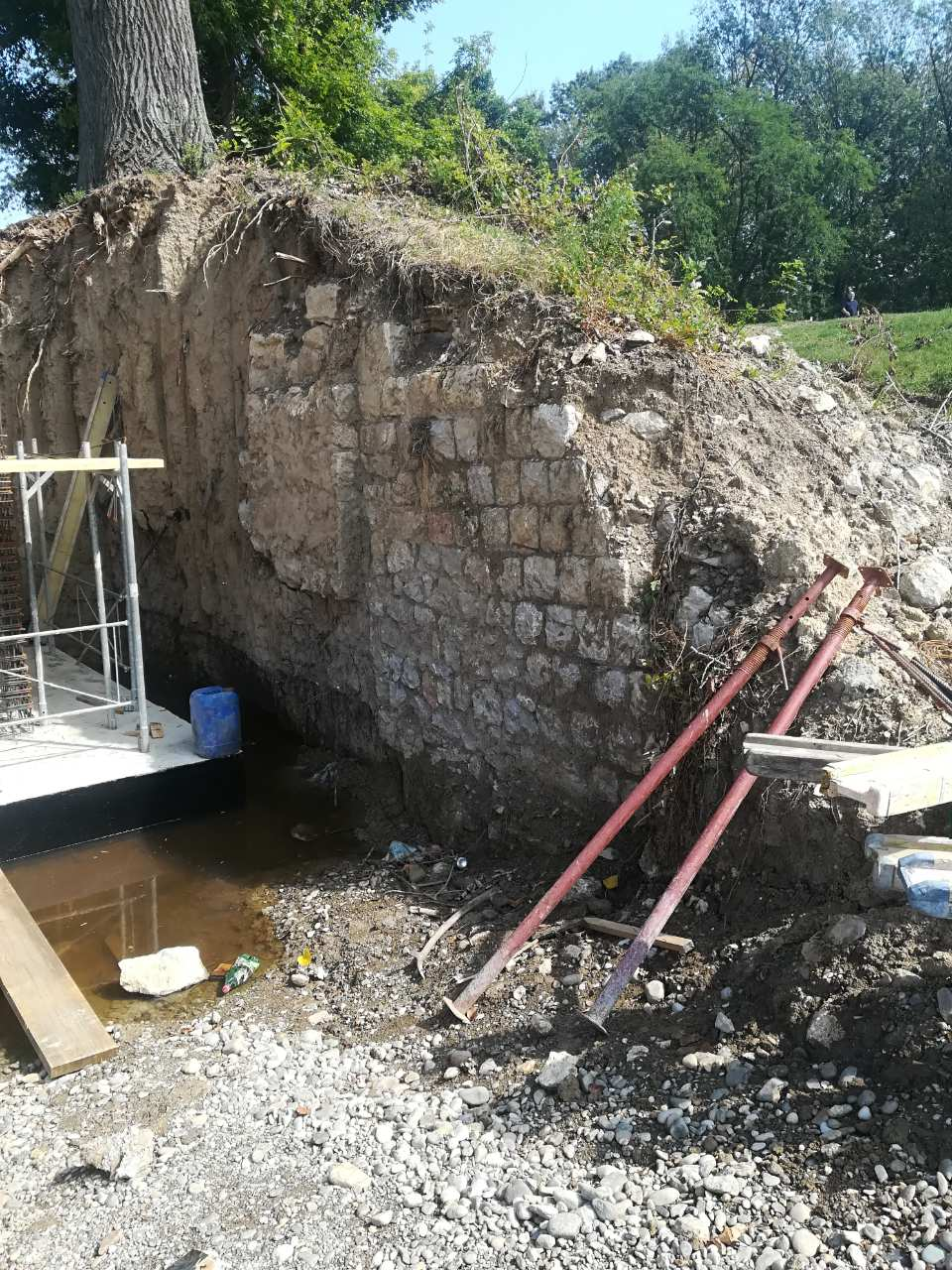
Pozůstatky pevnosti odkryté pod mostem na řece Kamičak